# Gerhart Baum
Gerhart Rudolf Baum (Dresde, 28 de octubre de 1932-Colonia, 15 de febrero de 2025) fue un abogado y político alemán del Partido Democrático Libre (FDP). De 1978 a 1982 se desempeñó como Ministro Federal del Interior de la República Federal de Alemania.

## Biografía
Baum estudió derecho en la Universidad de Colonia y posteriormente trabajó como abogado. Fue miembro del FDP desde 1954.
Desde 1978 hasta 1982, Baum se desempeñó como ministro federal del Interior en el gobierno del canciller socialdemócrata Helmut Schmidt. Durante su mandato, liberalizó las investigaciones rutinarias de lealtad a los candidatos a puestos de servicio público, una práctica controvertida destinada a controlar las actividades extremistas que había llevado a un debate profundo sobre el alcance de la democracia en la Alemania Occidental. En 1981, con el respaldo del ministro de Economía Otto Graf Lambsdorff, pidió a la industria automotriz alemana que acordara objetivos para endurecer las normas de emisiones y reducir el consumo de combustible de forma voluntaria.
Tras el colapso de la coalición social-liberal, Baum, junto con los ministros del FDP Hans-Dietrich Genscher, Lambsdorff y Josef Ertl, renunció el 18 de septiembre de 1982. Fue miembro del Bundestag entre 1972 y 1994.
Entre 2000 y 2001, Baum y otros dos abogados representaron a las tres cuartas partes aproximadamente de las familias de las víctimas del accidente del vuelo 4590 de Air France.
De 2001 a 2003, Baum actuó como Relator Especial de las Naciones Unidas sobre la situación de los derechos humanos en Sudán.
Baum murió en febrero de 2025, a la edad de 92 años, en Colonia.